# Odo abudi
Espèce
Odo abudi est une espèce d'araignées aranéomorphes de la famille des Xenoctenidae.

## Distribution
Cette espèce est endémique de République dominicaine,.

## Description
La femelle holotype mesure 7,35 mm et le mâle paratype 6,00 mm.

## Étymologie
Cette espèce est nommée en l'honneur d'Abraham José Abud Antún.

## Publication originale
- Alayón, 2002 : Nueva especie de Odo Keyserling (Araneae: Zoridae) de República Dominicana. Revista Ibérica de Aracnología, vol. 5, p. 29-32 (texte intégral).